# Hà Đình Cẩn
Hà Đình Cẩn (sinh năm 1945 tại Vĩnh Phúc), là nhà văn, nhà biên kịch Việt Nam được tặng Giải thưởng Nhà nước về Văn học Nghệ thuật năm 2012.

## Tiểu sử
Hà Đình Cẩn, sinh ngày 21 tháng 3 năm 1945 tại làng Tử Du, Lập Thạch, Vĩnh Phúc. Tháng 3 - 1965 Hà Đình Cẩn tham gia quân đội, là chiến sĩ sư đoàn bộ binh 312 làm nhiệm vụ ở chiến trường Thượng Lào. Từ tháng 3-1971, ông là phóng viên báo Quân đội nhân dân, tiếp tục nhiều năm làm nhiệm vụ ở chiến trường. Từ tháng 8-1987, ông về Hội Nghệ sĩ sân khấu Việt Nam, làm Phó Tổng biên tập Tạp chí Sân khấu, Phó giám đốc Nhà xuất bản Sân khấu. Từ tháng 9-2000 đến 7-2005, ông chuyển sang Hội Nhà văn Việt Nam, làm Tổng biên tập Tạp chí Nhà văn.

## Sự nghiệp
Khi còn trong quân ngũ, Hà Đình Cẩn từng đi nhiều nơi, đến nhiều mặt trận, thường có mặt ở những chiến trường ác liệt, khó khăn, gian khổ như: thành cổ Quảng Trị, mặt trận Trường Sơn, Cánh đồng Chum - Xiêng Khoảng, Trung Lào, Hạ Lào, Campuchia, miền Đông Nam Bộ, chiến dịch giải phóng Sài Gòn…, để viết những ký sự, phóng sự về người chiến sĩ.
Sau này dù đã xuất ngũ, ông vẫn đều đặn viết những câu chuyện xúc động về người chiến sĩ. Với ông: “Quãng đời đẹp nhất là những năm tháng được gắn bó với người chiến sĩ ở mặt trận. Những người chiến sĩ đã cho ông rất nhiều, về lý tưởng sống, về sự quên mình cho đất nước, về tình cảm đẹp đẽ với đồng đội, với bạn bè, với gia đình. Người chiến sĩ là tấm gương sống động để từ đó ông xây dựng những hình tượng về họ trong văn học.”
Những tác phẩm nổi bật của Hà Đình Cẩn có: Quần đảo san hô, Vùng rừng âm vang, Đường gập ghềnh, Vòng lăm vông thứ hai, Ký sự những ngày xưa (tập truyện ký), Cây sa mu còn lại (tiểu thuyết), Trò đùa người lớn, Thứ phi, Ô cửa sổ bỏ ngỏ (tập kịch), các tập thơ: Những câu thơ nhặt được (1989), Ngày đi qua (2010).
Ông được tặng các giải thưởng về văn học nghệ thuật như: Giải thưởng Hội Nhà văn Việt Nam, Giải thưởng Hội Nghệ sĩ sân khấu Việt Nam, Giải thưởng 5 năm Bộ Quốc phòng, Giải thưởng Văn học Mê Kông… với những tác phẩm văn xuôi như "Ký sự những ngày xưa", "Cây sa mu còn lại", "Ô cửa sổ bỏ ngỏ", "Ngày đi qua", "Quần đảo san hô", "Vùng rừng âm vang", "Bên kia là núi"… hay nhiều tiểu thuyết như "Cuối đường có mấy người", "Tam Đảo mù sương", "Rừng hẹn", "Mây vẫn bay về trời", "Vùng da báo"...
Năm 2012, ông được tặng Giải thưởng Nhà nước về Văn học Nghệ thuật.
Ông đã viết kịch bản cho bộ phim tư liệu dài tập "Việt Nam thời đại Hồ Chí Minh" (90 tập)... Bộ phim được trao 2 giải thưởng Đặc biệt, gồm Giải báo chí toàn quốc về xây dựng Đảng (Búa liềm vàng) lần thứ V và Giải báo chí quốc gia năm 2021. Đây cũng là lần đầu tiên một tác phẩm giành giải Đặc biệt của Giải báo chí quốc gia.

## Tác phẩm chính

### Văn xuôi
- "Ký sự những ngày xưa"
- "Cây sa mu còn lại"
- "Ô cửa sổ bỏ ngỏ"
- "Ngày đi qua"
- "Quần đảo san hô"
- "Vùng rừng âm vang"
- "Bên kia là núi"
- "Cuối đường có mấy người"
- "Tam Đảo mù sương"
- "Rừng hẹn"[4]
- "Mây vẫn bay về trời"
- "Vùng da báo"

### Thơ
- Những câu thơ nhặt được (1989),
- Ngày đi qua (2010).

### Kịch bản sân khấu
- Trò đùa người lớn,
- Thứ phi,
- Ô cửa sổ bỏ ngỏ
- “Vầng trăng trinh liệt” [5]

### Kịch bản phim tài liệu
- "Việt Nam thời đại Hồ Chí Minh - Biên niên sử truyền hình" (90 tập)

## Giải thưởng
- Giải thưởng Hội Nhà văn Việt Nam
- Giải thưởng Hội Nghệ sĩ sân khấu Việt Nam
- Giải thưởng 5 năm Bộ Quốc phòng
- Giải thưởng Văn học Mê Kông
- Giải Đặc biệt của Giải báo chí quốc gia 2021

## Vinh danh
- Giải thưởng Nhà nước về Văn học Nghệ thuật năm 2012